# Cold Springs (Nevada)
Cold Springs est une census-designated place (CDP) américaine située dans le comté de Washoe, dans l'État du Nevada. En 2010, elle compte 8 544 habitants.

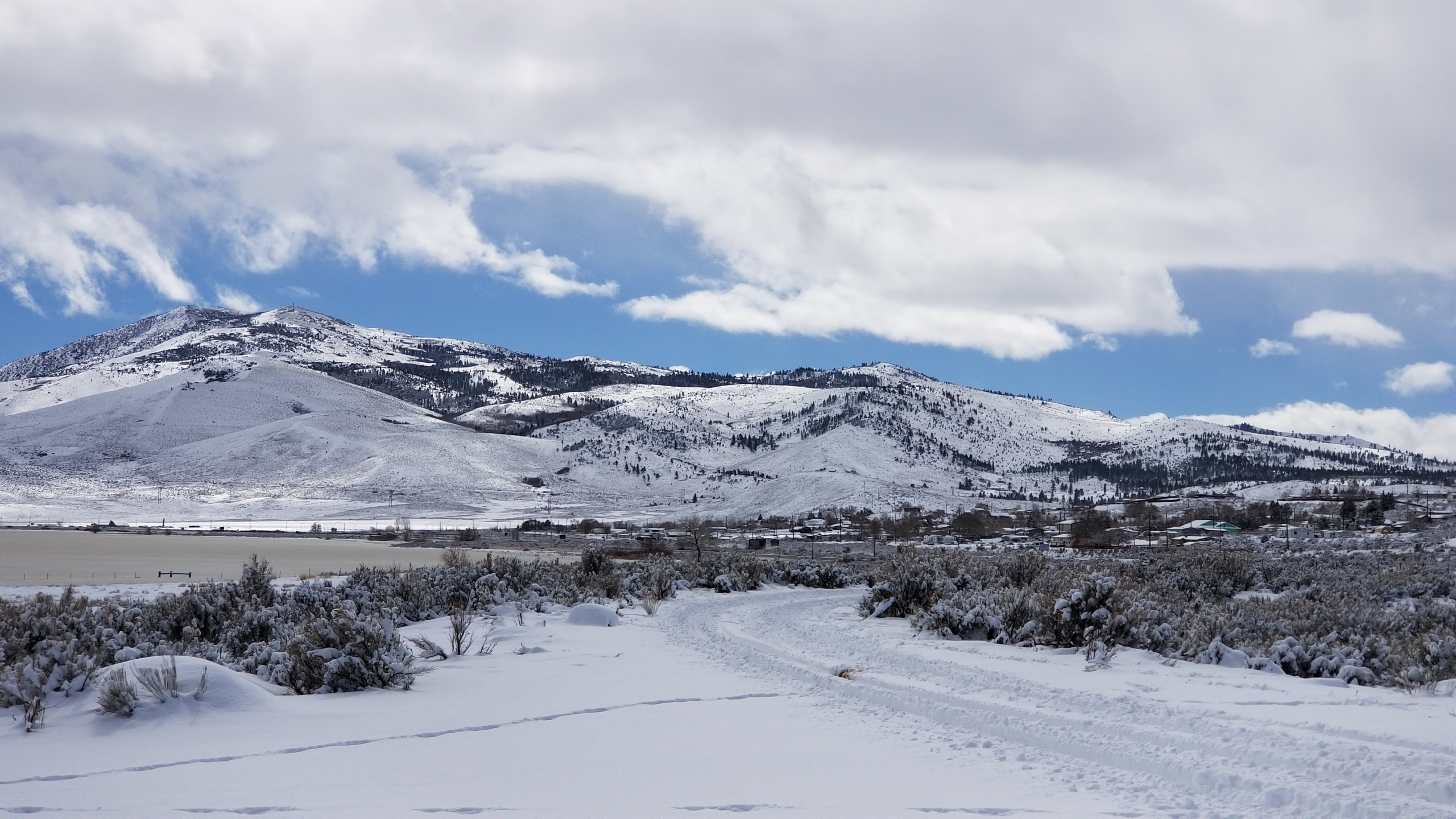
Une scène de Cold Springs, White Lake et Peavine Mountain en hiver.

## Toponymie
En anglais, « Cold Springs » signifie « sources froides ».

## Géographie
D'après le Bureau de recensement des États-Unis, le territoire de la CDP s'étend sur 22,7 km2 et est intégralement constitué de terre. Cold Springs se trouve à une altitude de 1 542 mètres.
Jouxtant la frontière avec la Californie, Cold Springs est située à proximité immédiate de la U.S. Route 395, dans la partie nord de la région métropolitaine de Reno–Sparks (en). Le lac White borde le sud de Cold Springs, tandis que le lac Silver est attenant à la limite est de la CDP.